# Mio fratello Chip
Mio fratello Chip (Not Quite Human) è un film tv del 1987 prodotto da Walt Disney.

## Trama
Il professor Jonas Carson, per dare un fratello alla figlia, crea un androide che ha l'aspetto di un sedicenne. Il giovane si ritrova così a far la tipica vita dei sedicenni, se non che, Gordon Vogel, presidente di un'azienda operante nel settore dei giocattoli rapisce l'androide con lo scopo di riprogrammarlo a fini militari.